# Piet Schoonenberg
Piet Schoonenberg (Amsterdam, 1º ottobre 1911 – Nimega, 21 settembre 1999) è stato un presbitero e teologo olandese.

## Biografia
Schoonenberg entrò a 19 anni al noviziato dei gesuiti di Mariëndaal sito a Velp, un villaggio nei pressi di  Grave. 
Studiò filosofia a Nimega, teologia a Maastricht ed esegesi a Roma al Pontificio Istituto Biblico. Nel 1939 fu ordinato prete gesuita. Nel 1948 conseguì il dottorato in teologia a Maastricht. 
Dopo avere insegnato teologia negli istituti gesuiti di Maastricht e Amsterdam, nel 1957 fu chiamato ad insegnare a Nimega all'Istituto Superiore di Catechesi. Nel 1964 divenne professore all'Università Radboud di Nimega, incarico che ricoprì fino al suo ritiro dall'insegnamento avvenuto nel 1976. 
Teologo controverso, Schoonenberg è noto soprattutto per i suoi scritti sul peccato originale, la cristologia e la Trinità.
Nel libro The Christ sostenne che non può esservi dialogo tra Dio e l'uomo nell'unica persona di Cristo e che il dialogo nel Nuovo Testamento è fra Dio Padre e Dio Figlio. La natura umana non possiede una propria ipostasi, ma è interna a quella del Logos. 
Egli quindi rigetta l'esistenza di due soggetti psicologici e di due volontà in Cristo, fatto che implicherebbe l'esistenza di due soggetti distinti. 
Schoonenberg enfatizza la concorrenza di operazioni divine e umane in Cristo.

## Libri pubblicati
- God’s world in the making, Doquesne University Press, Pittsburgh, 1964
- Man and sin: a Theological view, University of Notre Dame Press, 1965
- Theologie der Sünde: ein theologischer Versuch, Einsiedeln: Benziger, 1966
- Covenant and creation, University of Notre Dame Press, 1969
- Die interpretation des Dogmas, Patmos-Verl, Düsseldorf, 1969
- Ein Gott der Menschen, Berzinger, Zürich, 1969
- Bund und Schöpfung, Zürich: Benziger Verlag, 1970
- The Christ: a study of the God-man relationship in the whole of the creation and in Jesus Christ, Herder and Herder, New York, 1971
- The Christ, Sheed and Ward, London, 1972
- Der Geist, das Wort und der Sohn: eine Gest-Christologie, F. Pustet, Regensburg, 1992

### Edizioni in italiano
- Il mondo di Dio in evoluzione, Queriniana, Brescia 1968
- La potenza del peccato, Queriniana, Brescia 1970, 19713
- Un Dio di uomini. Questioni di cristologia, Queriniana, Brescia 1971, 19732
- L'interpretazione del dogma, Queriniana, Brescia 1971 (curatore e autore)
- Con Edward Schillebeeckx (coautore), Fede e interpretazione, Queriniana, Brescia 1971, 19852 (orig.: Naar een katholiek gebruik van de hermeneutiek?, 1971)
- Alleanza e creazione, Queriniana, Brescia 1972